# بوجانگای سوماترا
بوجانگای سوماترا (نام علمی: Dicrurus sumatranus) نام یک گونه از تیره بوجانگا است.